# 7 (album Ligabue)
| Recensione | Giudizio |
| ---------- | -------- |
| Rockol     | 7,5/10   |

7 è il tredicesimo album in studio del cantante italiano Luciano Ligabue, pubblicato il 4 dicembre 2020 dalla Warner Music Italy. Lo stesso giorno viene pubblicato il cofanetto 77+7 che comprende, oltre all'album 7, la versione rimasterizzata dei 77 singoli di successo del cantautore emiliano. Entrambi gli album sono stati pubblicati per celebrare i primi trent'anni di carriera di Ligabue.

## Descrizione
Pubblicato a circa un anno e nove mesi dall'ultimo album Start, il disco è composto da vecchi brani ritrovati dal cantante e in seguito riarrangiati e pubblicati nel 2020. Luciano ha lavorato a questi vecchi brani durante la pandemia di COVID-19. Il singolo che ha anticipato il disco è stato La ragazza dei tuoi sogni seguito da Volente o nolente in collaborazione con Elisa.
Il 5 febbraio 2021 esce il terzo singolo estratto dall'album Mi ci pulisco il cuore, mentre il 23 aprile viene pubblicato il quarto singolo, Essere umano.
Giova ricordare la scelta del nome dell'album: il cantante ha ricordato in un'intervista il particolare legame che ha con il numero 7: il suo nome e cognome hanno le iniziali che se capovolte formano due 7, quindi 77 ed entrambi sono formati da 7 lettere ciascuno; uno dei singoli più noti, Certe notti, è la traccia numero 7 di Buon compleanno Elvis; i singoli estratti sono in tutto 77, San Luciano si festeggia il 7 gennaio; il primo concerto risale al 1987 con gli OraZero, mentre negli stadi nel 1997; infine la somma dei numeri componenti la sua data di nascita, ovvero il 13 marzo (1 + 3 + 3 = 7). Da ultimo, ma non meno importante, i brani che compongono l'album sono 7. Dunque, come dichiarato dal cantautore rock, la scelta del 7 come titolo dell'album è dovuta a motivi scaramantici: l'averlo scelto come titolo è indice, secondo il cantante, di fortuna.

## Tracce
Testi e musiche di Luciano Ligabue, eccetto dove indicato.
1. La ragazza dei tuoi sogni – 3:59
2. Mi ci pulisco il cuore – 3:45
3. Si dice che – 4:15
4. Un minuto fa – 3:29
5. Essere umano – 3:33
6. Oggi ho perso le chiavi di casa – 4:32
7. Volente o nolente (feat. Elisa) – 3:38 (testo: Luciano Ligabue – musica: Fabrizio Barbacci)

Tracce bonus nella riedizione Bonus Version
1. Gli ostacoli del cuore (feat. Elisa) (Demo Version 2006) – 4:03
2. Volente o nolente (feat. Elisa) (Demo Version 2006) – 3:21 (testo: Luciano Ligabue – musica: Fabrizio Barbacci)

## Raccolta 77 singoli (77+7)

### CD 1
1. Questa è la mia vita
2. Il giorno di dolore che uno ha
3. L'odore del sesso
4. A modo tuo
5. A che ora è la fine del mondo
6. Viva!
7. Lambrusco & pop corn
8. Luci d'America
9. Cosa vuoi che sia
10. Cerca nel cuore
11. Si viene e si va

### CD 2
1. Urlando contro il cielo
2. Una vita da mediano
3. Tutti vogliono viaggiare in prima
4. Sarà un bel souvenir
5. Bambolina e barracuda
6. Per sempre
7. Le donne lo sanno
8. Il mio pensiero
9. Leggero
10. Quando canterai la tua canzone
11. Metti in circolo il tuo amore

### CD 3
1. Certe notti
2. Ho perso le parole
3. Happy  Hour
4. Voglio volere
5. Quella che non sei
6. C'è sempre una canzone
7. Non è tempo per noi
8. G come giungla
9. Hai un momento, Dio?
10. Sotto bombardamento
11. I duri hanno due cuori

### CD 4
1. Tra palco e realtà
2. Ho messo via
3. Eri bellissima
4. Seduto in riva al fosso
5. È venerdì, non mi rompete i coglioni
6. M'abituerò
7. Un colpo all'anima
8. Quando tocca a te
9. Sulla mia strada (live)
10. Bar Mario
11. Il sale della Terra

### CD 5
1. Piccola stella senza cielo
2. Il giorno dei giorni
3. Il muro del suono
4. Niente paura
5. Certe donne brillano
6. Siamo chi siamo
7. Vivo morto o X
8. Sono qui per l'amore
9. Tutte le strade portano a te (Acoustic Live Version)
10. Salviamoci la pelle!!!!
11. Ci sei sempre stata

### CD 6
1. Il meglio deve ancora venire
2. Ancora in piedi
3. Ti sento
4. Non ho che te
5. Il peso della valigia
6. Almeno credo
7. Il centro del mondo
8. La linea sottile
9. Mi chiamano tutti Riko
10. Ora e allora
11. Balliamo sul mondo

### CD 7
1. Tu sei lei
2. Marlon Brando è sempre lui
3. Buonanotte all'Italia
4. Polvere di stelle
5. Sono sempre i sogni a dare forma al mondo
6. Libera nos a malo
7. Made in Italy
8. Lo zoo è qui
9. Ho fatto in tempo ad avere un futuro (che non fosse soltanto per me)
10. L'amore conta
11. Sogni di rock 'n' roll

## Formazione
Musicisti
- Luciano Ligabue – voce
- Elisa – voce aggiuntiva (nel brano Volente o nolente)
- Cesare Barbi – batteria (2, 3, 7)
- Roberto Pellati – batteria (4, 6)
- Ivano Zanotti – batteria (5)
- Eugenio Mori – batteria (1)
- Antonio Righetti – basso (1, 2, 4, 5, 6)
- Luciano Ghezzi – basso (3)
- Guglielmo Ridolfo Gagliano – basso (7), tastiere (4, 6, 7), samples (4, 6)
- Niccolò Bossini – chitarra elettrica e acustica (eccetto 4)
- Federico Poggipollini – chitarra elettrica (4, 6) e cori (2, 3, 4, 5, 6)
- Mel Previte – chitarre (4, 6)
- Max Cottafavi – chitarre (3)
- Fabrizio Barbacci – chitarra acustica (1, 2) e cori (1)
- Luciano Luisi – pianoforte (4, 6, 7)
- Luca Pernici – tastiere (1, 2, 3, 5) e samples (3, 5)
- Fabrizio Simoncioni – cori (1)
- Marina Santelli – cori (3)

## Classifiche

### Classifiche settimanali
| Classifica (2020) | Posizione massima |
| ----------------- | ----------------- |
| Italia            | 1                 |
| Svizzera          | 62                |

### Classifiche di fine anno
| Classifica (2020) | Posizione |
| ----------------- | --------- |
| Italia            | 15        |
| Classifica (2021) | Posizione |
| Italia            | 82        |